# محله باکوس
محله باکوس (به عربی: باکوس) یکی از محله‌های اسکندریه واقع در مصر است. در این محله رئیس‌جمهور پیشین مصر جمال عبدالناصر متولد شد.